# Adrian Matei
Adrian Matei (Boekarest, 25 februari 1985) is een Roemeense kunstschaatser.
Matei is actief als individuele kunstschaatser en wordt gecoacht door Cornel Gheorghe. 
| records             | punten | datum      | toernooi |
| ------------------- | ------ | ---------- | -------- |
| Hoogste totaalscore | 34.79  | 21-01-2006 | EK 2006  |
| Hoogste korte kür   | 34.79  | 20-01-2005 | EK 2006  |
| Hoogste lange kür   | 00.00  | 21-01-2006 | EK 2006  |

| resultaten             | 1999 | 2000 | 2001 | 2002 | 2003 | 2004 | 2005 | 2006 |
| ---------------------- | ---- | ---- | ---- | ---- | ---- | ---- | ---- | ---- |
| Olympische Spelen      | -    | -    | -    | -    | -    | -    | -    |      |
| Wereldkampioenschap    | -    | -    | -    | -    | -    | -    | -    |      |
| Europees kampioenschap | -    | -    | -    | -    | -    | 30e  | -    | 34e  |